# Jonas Yčas
Jonas Yčas (ur. 21 lipca 1880 w Šimpeliškiai koło Birżów, zm. 17 grudnia 1931 w Kownie) – litewski pedagog i profesor, działacz społeczny i religijny. 
Urodził się w okolicach Birży w rodzinie ewangelików reformowanych. Jego bratem był Martynas Yčas. W latach 1890–94 uczył się w gimnazjum w Mitawie, a później również w Słucku, gdzie mieszkał u wuja Stanislovasa Dagilisa - członka Synodu Ewangelicko-Reformowanego. 
W 1898 roku został przyjęty na Wydział Prawa Uniwersytetu w Petersburgu, jednak ostatecznie rozpoczął studia filologiczne (greka, łacina) i historyczne. W 1903 roku obronił pracę magisterską z dziedziny języka litewskiego. 
W latach 1903–08 nauczał w gimnazjum w Tomsku, był dyrektorem założonej przez siebie prywatnej szkoły średniej. Później pracował w Semipałatyńsku jako inspektor szkolny (1908-16). 
W 1907 roku wszedł w skład Litewskiego Towarzystwa Nauk w Wilnie. Brał udział w synodach Kościoła Ewangelicko-Reformowanego, współpracował w prasą litewską. W 1908 roku wziął ślub z Oną Neimanaite w kościele kalwińskim w Popielu. 
W czasie I wojny światowej przebywał w Woroneżu, gdzie nauczał w gimnazjum litewskim założonym przez brata Martynasa Yčasa. Należał do partii kadetów. 
Po powrocie na Litwę w 1918 roku stanął na czele resortu oświaty. W 1919 roku kontynuował kształcenie na Uniwersytecie w Królewcu, gdzie zajmował się kronikami Szymona Grunau z XVI wieku. W 1920 roku uzyskał tam tytuł doktora filozofii. 
W Litwie międzywojennej był początkowo dyrektorem Gimnazjum im. Juozasa Balčikonisa w Poniewieżu. W 1922 roku rozpoczął pracę na Wydziale Nauk Humanistycznych Uniwersytetu Litewskiego jako profesor zwyczajny. Z jego inicjatywy powstał w 1925 roku na uczelni Wydział Teologii Ewangelickiej. W latach 1925–27 pracował w instytucjach oświatowych Kraju Kłajpedy. 
Był członkiem Litewskiej Partii Postępu (1916-24). Zmarł w Kownie w 1931 roku, pochowano go na lokalnym cmentarzu ewangelickim. Grób nie zachował się. 